# 程光华 (1927年)
程光华（1927年—），笔名禾木，男，满族，辽宁沈阳人，中国作曲家，曾任中国音乐家协会常务理事。